# North Marine Drive
「North Marine Drive」（ノース・マリン・ドライブ）は、日本のネオアコ・バンドである b-flower の 3rd シングル。1995年2月8日に東芝EMIより発売。

## 収録曲
1. North Marine Drive (5:38)
  - 作詞・作曲：八野英史、編曲：b-flower・細海魚
  - エヴリシング・バット・ザ・ガールのベン・ワット（Ben Watt）の初期の同名の曲およびアルバム（North Marine Drive）に触発された[1]。
  - ちなみに、4th アルバム『Grocery Andromeda』収録曲とは別 Mix。八野は、フェルトのアルバム『Forever Breathes the Lonely Word』の一曲目『Rain of Crystal Spires』の「オルガンの音が大好き」で（「そのフレーズが聴こえて来た瞬間、即死です」）、細海魚と「こんな感じの透明感のあるオルガンにしようと言いながらレコーディング」したという。「特にシングルで発売した Mix の方がいい感じに出来た」[2]。
2. 君のいないところへ (4:42)
  - 作詞：八野英史、作曲：宮大、編曲：b-flower・外間隆史・冨田恵一
  - どのアルバムにも入っていない数曲のうちのひとつ。

## 備考
- 2010年現在、廃盤。